# Банлунг
Банлунг (кхмер. បានលុង) — город в северо-восточной Камбодже. Административный центр провинции Ратанакири; также является центром округа Банлунг. До 1979 года город был известен под названием Лабэнгсиэк.

## География
Абсолютная высота — 314 метров над уровнем моря.

## Население
По данным на 2013 год численность населения составляет 6333 человека.
Динамика численности населения города по годам:
| 1991 | 2001 | 2013 |
| ---- | ---- | ---- |
| 6000 | 5164 | 6333 |

## Экономика и транспорт
Это достаточно оживленный торговый центр, этнические меньшинства из окружающих деревень приходят на городской рынок продавать свои товары. Развивается туризм — в городе около десятка гостиниц.
В Банлунге есть взлетно-посадочная полоса, однако коммерческие авиарейсы не осуществляются. Город связан грунтовой дорогой со Стынгтраенгом — расстояние 96 км.

## Достопримечательности
- Яклом — озеро в кратере потухшего вулкана — находится в 5 км от города.
- национальный парк Виратьей
- водопады
- шахты по добыче самоцветов
- деревни этнических меньшинств
- бывший центр провинции город-призрак Лумпхат, разбомбленный США в 1969—1970